# Diócesis de Masvingo
La diócesis de Masvingo (en latín: Dioecesis Masvingen(sis) y en inglés: Roman Catholic Diocese of Masvingo) es una circunscripción eclesiástica latina de la Iglesia católica en Zimbabue, sufragánea de la arquidiócesis de Bulawayo. La diócesis tiene al obispo Michael Dixon Bhasera como su ordinario desde el 9 de febrero de 1999.

## Territorio y organización
La diócesis tiene 70 000 km² y extiende su jurisdicción sobre los fieles católicos de rito latino residentes en la provincia de Masvingo y en  parte de los distritos de Gwanda y Beitbridge de la provincia de Matabelelandia Meridional.
La sede de la diócesis se encuentra en la ciudad de Masvingo (antes llamada Fort Victoria hasta 1982), en donde se halla la Catedral de San Pedro y San Pablo.
En 2019 en la diócesis existían 28 parroquias.

## Historia
La diócesis fue erigida el 9 de febrero de 1999 con la bula Ad aptius del papa Juan Pablo II, obteniendo el territorio de la diócesis de Gweru.

## Estadísticas
De acuerdo con el Anuario Pontificio 2020 la diócesis tenía a fines de 2019 un total de 239 000 fieles bautizados.
| Año                                                                             | Población            | Población | Población      | Sacerdotes | Sacerdotes    | Sacerdotes    | Bautizados por sacerdote | Diáconos permanentes | Religiosos | Religiosos | Parroquias |
| Año                                                                             | Bautizados católicos | Total     | % de católicos | Total      | Clero secular | Clero regular | Bautizados por sacerdote | Diáconos permanentes | Varones    | Mujeres    | Parroquias |
| ------------------------------------------------------------------------------- | -------------------- | --------- | -------------- | ---------- | ------------- | ------------- | ------------------------ | -------------------- | ---------- | ---------- | ---------- |
| 1999                                                                            | 102 000              | 1 180 000 | 8.6            | 43         | 27            | 16            | 2372                     |                      | 26         | 132        | 14         |
| 2000                                                                            | 134 862              | 1 200 000 | 11.2           | 35         | 23            | 12            | 3853                     |                      | 18         | 87         | 18         |
| 2001                                                                            | 142 507              | 1 284 045 | 11.1           | 36         | 24            | 12            | 3958                     |                      | 18         | 102        | 18         |
| 2002                                                                            | 150 918              | 1 385 000 | 10.9           | 36         | 27            | 9             | 4192                     |                      | 13         | 101        | 18         |
| 2003                                                                            | 160 918              | 1 231 982 | 13.1           | 37         | 28            | 9             | 4349                     |                      | 13         | 101        | 18         |
| 2004                                                                            | 181 234              | 1 312 484 | 13.8           | 36         | 28            | 8             | 5034                     |                      | 12         | 97         | 19         |
| 2007                                                                            | 215 500              | 1 504 000 | 14.3           | 46         | 41            | 5             | 4684                     |                      | 9          | 99         | 23         |
| 2013                                                                            | 255 000              | 1 670 000 | 15.3           | 50         | 48            | 2             | 5100                     |                      | 7          | 99         | 23         |
| 2016                                                                            | 229 676              | 1 886 249 | 12.2           | 47         | 46            | 1             | 4886                     |                      | 4          | 86         | 25         |
| 2019                                                                            | 239 000              | 1 959 215 | 12.2           | 49         | 49            |               | 4877                     |                      | 3          | 80         | 28         |
| Fuente: Catholic-Hierarchy, que a su vez toma los datos del Anuario Pontificio. |                      |           |                |            |               |               |                          |                      |            |            |            |

## Episcopologio
- Michael Dixon Bhasera, desde el 9 de febrero de 1999